# Светий Гргур

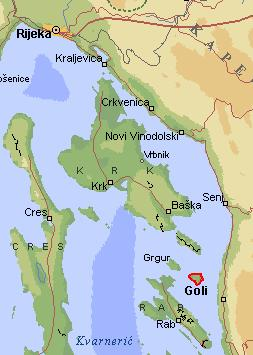
Голі-Оток і Светий Гргур на північний захід від нього

Светий Гргур (хорв. Sveti Grgur «святий Григір»; італ. San Gregorio) — безлюдний острів у хорватській частині Адріатичного моря, поблизу узбережжя Приморсько-Горанської жупанії, між Рабом і Крком. Найпівнічніший вічнозелений адріатичний острів середземноморського вигляду.
Його площа становить 6,7 км², крайня північна точка — скелястий мис Косача, крайня західна — низький мис Плітвац. Посеред острова знаходиться найвища вершина — Штандарац (226 м). 
Від найближчої точки суходолу (попід Велебітом) віддалений на якихось 7 км, а найближче поселення — це порт Лопар на острові Раб. За 1 км на південь лежить острів Раб, за 3 км на південний схід міститься Голий Оток, а за 4 км на північний схід — острів Првич.

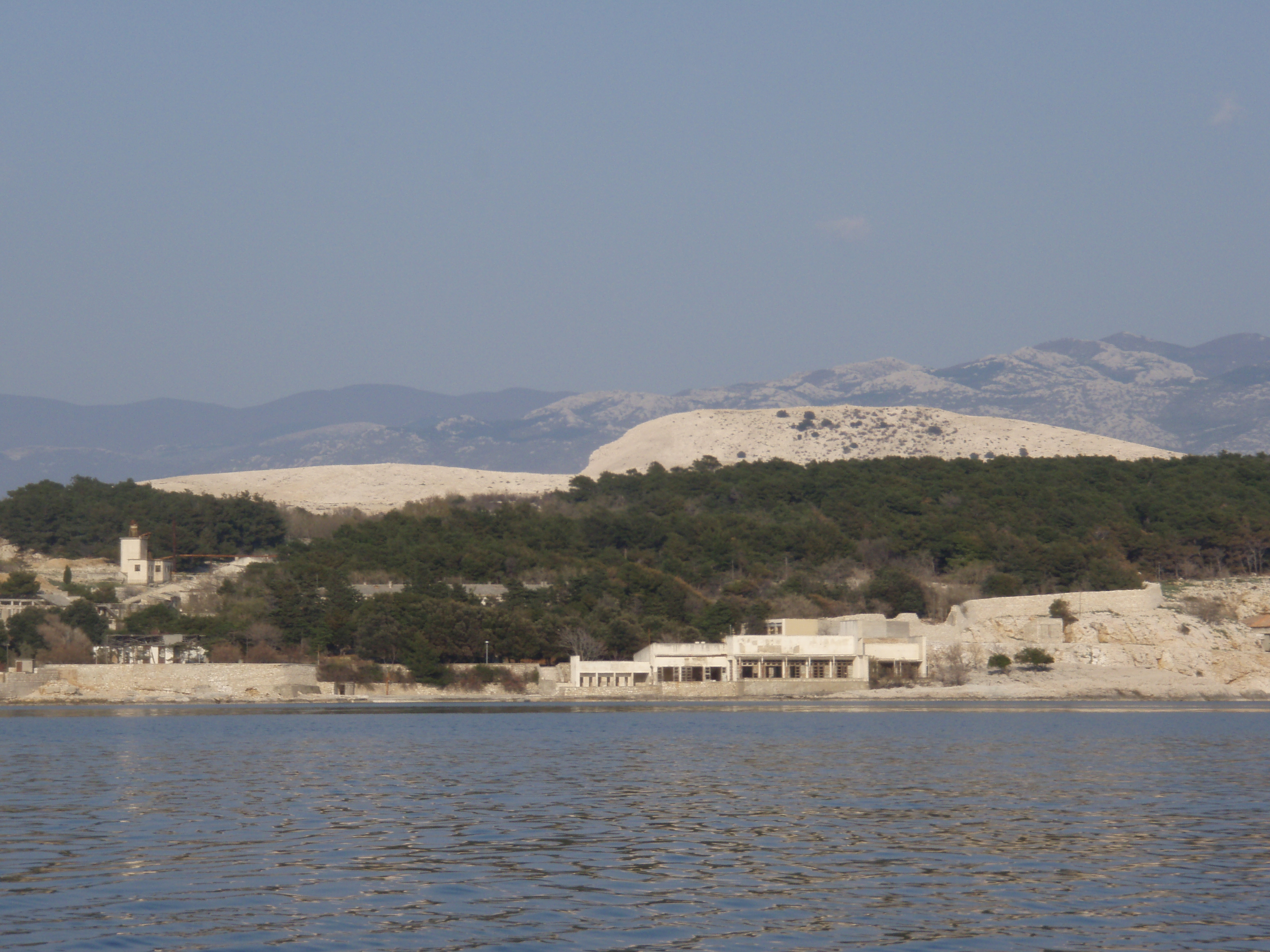
Руїни на узбережжі острова Светий Гргур

Колись був заселеним, у невеличкій затоці на північному заході є залишки давніх будівель і пристані. Раніше на острові видобували боксит, а в новіші часи острів здавався в оренду як мисливське угіддя для полювання на ланей. 
Був відомий на середньовічних картах, де подавався під давнішою назвою «Arta». З найдавніших часів жителі Рабу привозили сюди овець на пашу.
Із 1948 до 1988 року на острові була жіноча виправна установа югославського комуністичного режиму.